# Cordúlids
Els cordúlids (Corduliidae) són una família d'odonats anisòpters reòfils. Estan adaptats a viure als rius, són considerats bons indicadors d'aigües netes i, dins d'aquest grup, hom els atorga el valor més elevat.
Són presents en tots els continents, llevat de l'Antàrtida: entre altres països i territoris, la Samoa Nord-americana, Austràlia, Àustria, Botswana, el Brasil, Amèrica del Nord, la Xina, Colòmbia, Costa Rica, la Costa d'Ivori, Txèquia, Dinamarca, l'Equador, Egipte, Estònia, Finlàndia, França, Alemanya, Ghana, Hongria, l'Índia, Indonèsia, Irlanda, Itàlia, el Japó, la península de Corea, Libèria, Liechtenstein, Luxemburg, Mèxic, Namíbia, els Països Baixos, Noruega, Nova Zelanda, Nova Guinea, el Perú, les illes Filipines, Polònia, la península Ibèrica, Rússia, Eslovàquia, Sud-àfrica, Sri Lanka, Surinam, Suècia, Suïssa, la Gran Bretanya, Veneçuela, etc. L'únic representant d'aquesta família que viu als rius catalans és Oxygastra curtisii. La seua presència ha estat citada al Pirineu i al vessant volcànic de la conca del riu Fluvià. No obstant això, es tracta d'una espècie molt rara que es troba en densitats molt minses. Les captures més recents de larves d'aquesta espècie s'han fet al Llobregat de la Muga i sempre han estat individus petits.

## Morfologia
Les nimfes són negres, d'aspecte pelut, normalment semiaquàtiques i el seu aspecte recorda el d'un aràcnid, ja que tenen unes potes molt llargues que els permeten d'ancorar-se al substrat en condicions de corrents forts. Els adults són de mida mitjana (al voltant dels 55 mm de llargària total) i presenten un cos més o menys robust, de color normalment negre o marró fosc amb àrees de color verd o groc metàl·lics, les ales grans i amples a la base (el primer parell té la forma i la venació una mica diferent del segon), l'abdomen eixamplat cap al final i el cap rodó amb els ulls grossos, contigus i de color verd o maragda en la majoria de les espècies.
Els mascles tenen unes protuberàncies laterals en el segon segment abdominal.
Sobre la base de diversos trets morfològics (com ara, la venació alar), els cordúlids queden a cavall entre les famílies d'anisòpters considerades més primitives (Aeshnidae, Cordulegastridae i Gomphidae) i les més evolucionades (Libellulidae).

## Ecologia
Ocupen una gran diversitat d'hàbitats: moltes espècies són pròpies de torberes, d'altres viuen associades a trams tranquils dels cursos baixos dels rius i, fins i tot, n'hi ha que són habitants típics d'estanys i llacs. Un tret general de la majoria dels cordúlids és que es poden allunyar considerablement del seu hàbitat, abastant un radi de fins a 10 quilòmetres.
Atenent el seu hàbitat i la seu morfologia, els cordúlids es comporten com a depredadors actius que cerquen llurs preses tot desplaçant-se pel fons.
Algunes espècies són bastant rares i, així, per exemple, Somatochlora hineana es troba en perill d'extinció als Estats Units. A més, hom creu que, pel seu tipus de distribució geogràfica, és una de les famílies d'odonats més vulnerables davant l'escalfament global.

## Galleria

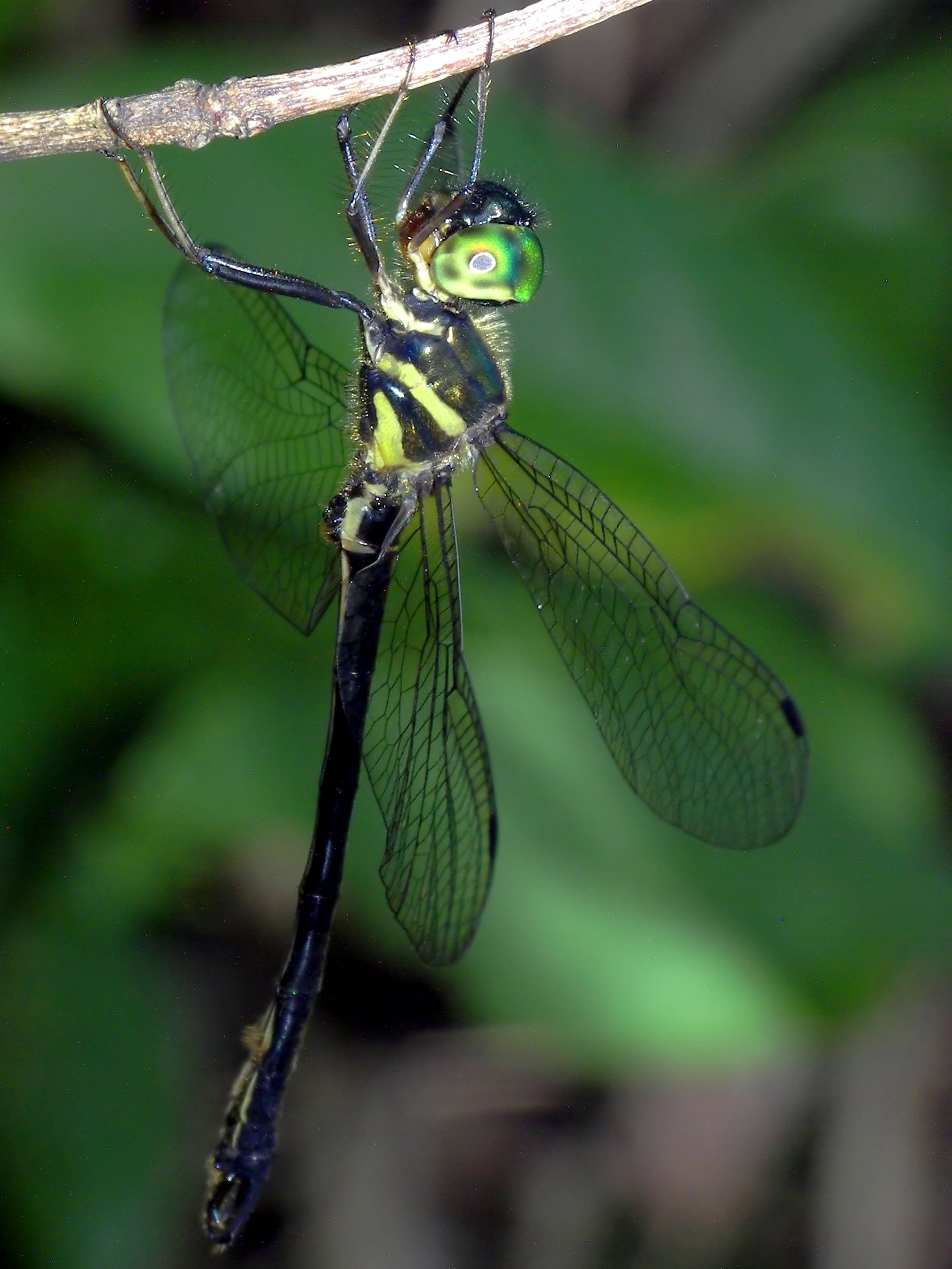
Idionyx victor
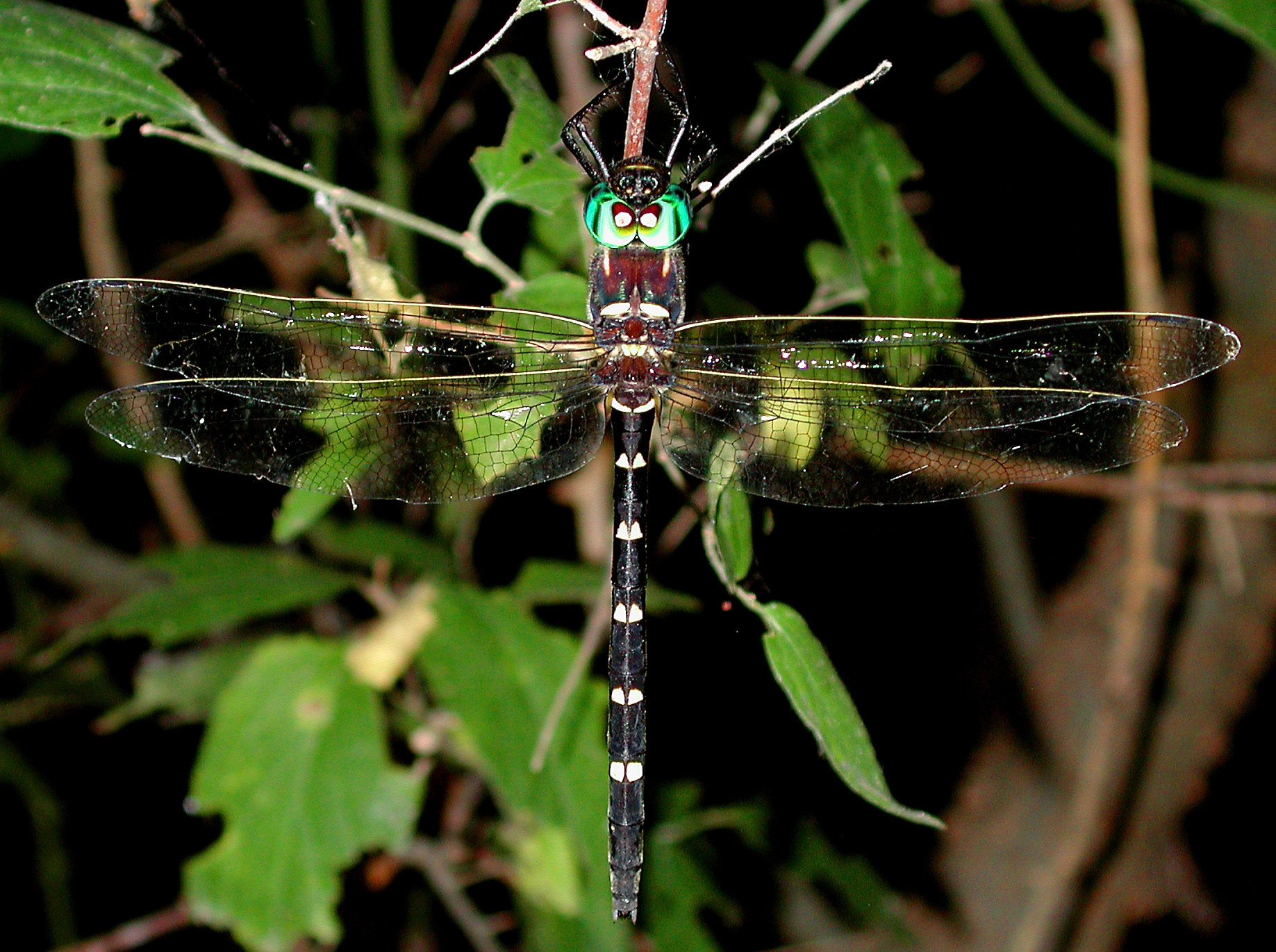
Macromia illinoiensis
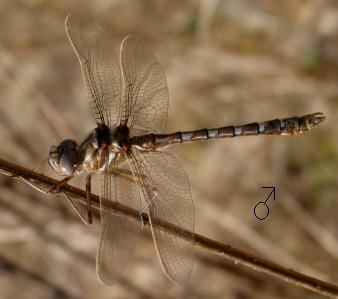
Didymops transversa
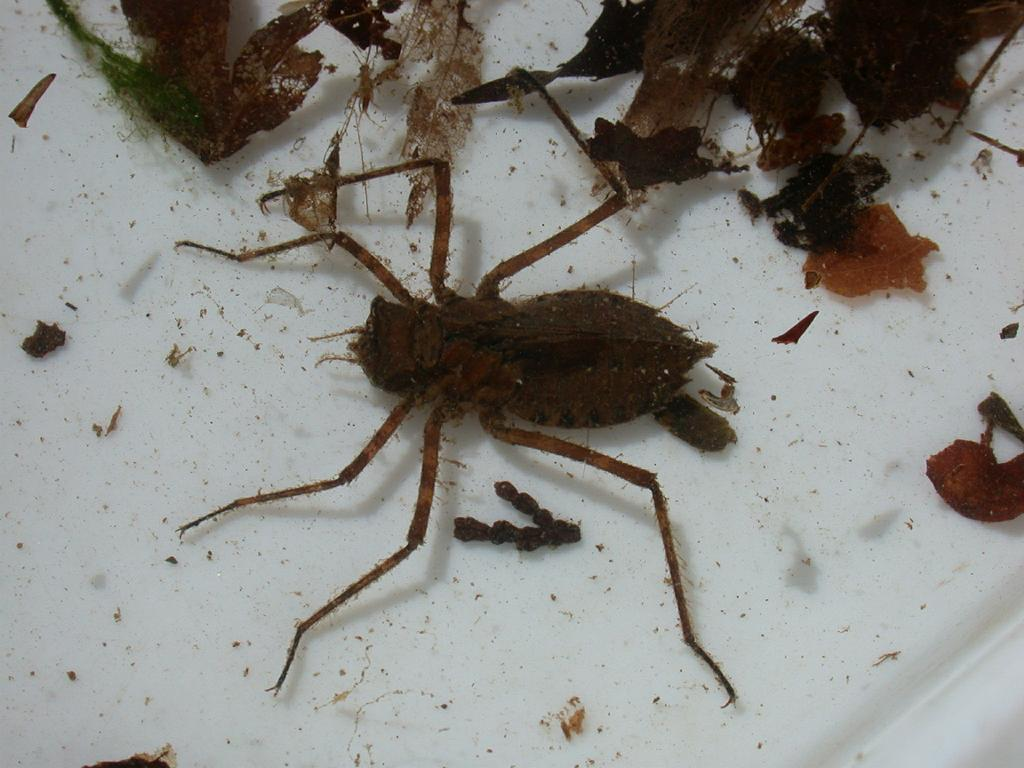
Larva de Macromia amphigena
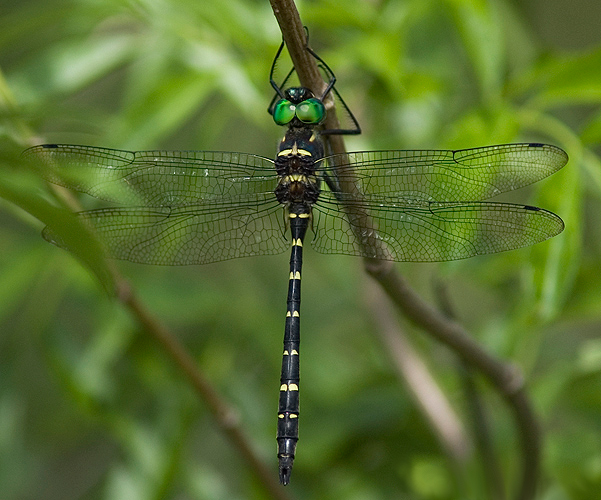
Macromia taeniolata fotografiada a Florida (Estats Units)
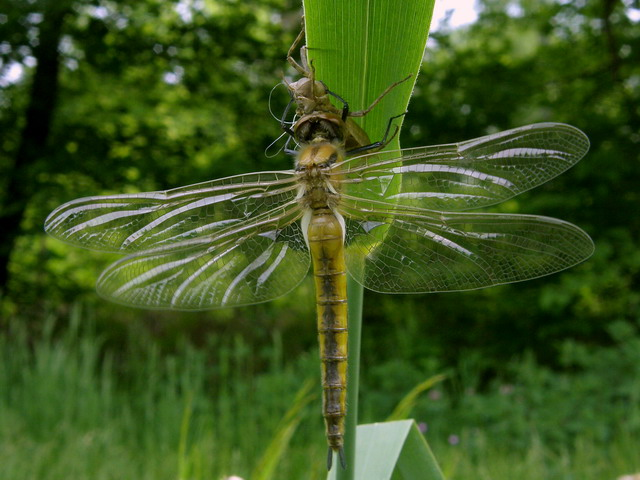
Epitheca bimaculata fotografiada a França
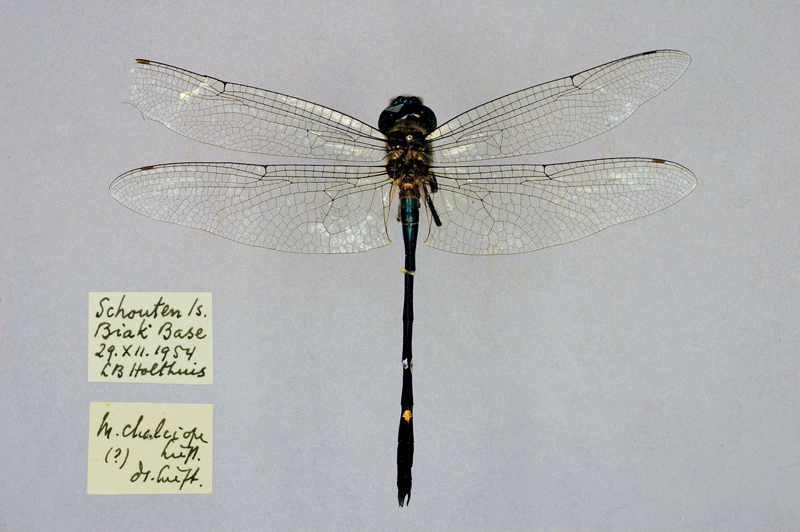
Macromia holthuisi